# Serro
Serro é um município brasileiro da região geográfica imediata de Diamantina, no estado de Minas Gerais. Sua população foi estimada em 22 550 habitantes em 2024.
Situado no centro-nordeste de Minas Gerais, na região central da Serra do Espinhaço, Serro fica a 325 quilômetros de Belo Horizonte. Faz parte do Caminho dos Diamantes e da Estrada Real, uma herança das minas que atraíram os bandeirantes paulistas e nordestinos no século XVIII. Município rodeado por serras, morros, rios e cachoeiras, o Serro se apresenta como destino para os apreciadores do turismo histórico e ecológico.
Além das belezas naturais e das minas, o Serro possui um rico patrimônio histórico-cultural e produz o famoso Queijo do Serro, uma das mais conhecidas variedades do queijo mineiro, tendo inclusive sua receita se tornado patrimônio cultural imaterial do estado de Minas Gerais em 2002.

## História
Em 1701 teve início o arraial que daria origem à atual cidade do Serro, centro da exploração de ouro na região. O primeiro nome de que se tem notícias foi "Arraial do Ribeirão das Minas de Santo Antônio do Bom Retiro do Serro do Frio", dado em[1702, no ato de descoberta oficial. Também há citações de "Arraial das Lavras Velhas", embora sem registros oficiais. O nome da região, dado pelos índios, era Ivituruí (ivi = vento, turi = morro, huí = frio) na língua tupi-guarani. Dai derivou Serro Frio ou Serro do Frio. Ivituruí era uma região da Serra do Espinhaço. Em 1714 a povoação é elevada a vila e município com o nome de Vila do Príncipe pelo governador Brás Baltasar da Silveira. Em 17 de fevereiro de 1720 passou a ser sede da comarca do Serro do Frio (norte-nordeste da capitania de Minas Gerais). Foi elevada à categoria de cidade, com a denominação de Serro, por lei provincial de 6 de março de 1838.

Serro, 1964. Arquivo Nacional.

Próximo às cabeceiras do rio Jequitinhonha, às margens dos córregos Quatro Vinténs e Lucas, paulistas fincaram suas bandeiras a serviço da Coroa Portuguesa. Corria o ano de 1701 quando chegou à região uma expedição chefiada pelo guarda-mor Antônio Soares Ferreira. Na terra chamada de Ivituruí, a exemplo de outras terras das Minas Gerais, descobriu-se mais jazidas de ouro.
Vários ranchos foram erguidos nas proximidades dos córregos dando início a formação dos arraiais de Baixo e de Cima que se desenvolvem em pouco tempo e, juntos, deram origem ao povoado do Serro Frio. Novas levas de pessoas chegaram atraídas pela abundância de ouro daquelas terras.
A africana Jacinta de Siqueira é apontada como tendo destacado papel na fundação e povoamento dessa importante cidade histórica de Minas Gerais. A respeito dela, Gilberto Freyre, em sua conhecida obra Casa Grande & Senzala, a identificou como tendo sido "tronco matriarcal" de um grupo de ilustres famílias do Brasil, sendo dela descendentes importantes e ricos homens da governança do país.
A exploração desordenada da primeira década do século XVIII levou à criação do cargo de superintendente das minas de ouro da região, ocupado pelo sargento-mor Lourenço Carlos Mascarenhas e Araújo em 1711. E mais e mais gente chegou, o povoado cresceu e, em 1714, o arraial é elevado a Vila do Príncipe.
Mais tarde, além do ouro, os mineradores descobrem lavras de diamante na região onde hoje estão Milho Verde, São Gonçalo do Rio das Pedras e Diamantina. Para defender os interesses do império, em 1720 é criada a grande comarca do Serro Frio, que passa a ser a maior comarca das Minas, sediada na Vila do Príncipe e abrangendo uma grande área da qual fazia parte o então arraial do Tijuco, hoje Diamantina, e todo o norte-nordeste do estado.
Muitas foram as restrições impostas à exploração de ouro na comarca, após o descobrimento dos diamantes. Em 1725 é determinada a criação da Casa de Fundição, para onde toda a produção aurífera da região passaria a ser encaminhada.
Mas, apesar de todas as regras impostas, muitos aventureiros ganharam contrabandeando ouro e diamante.

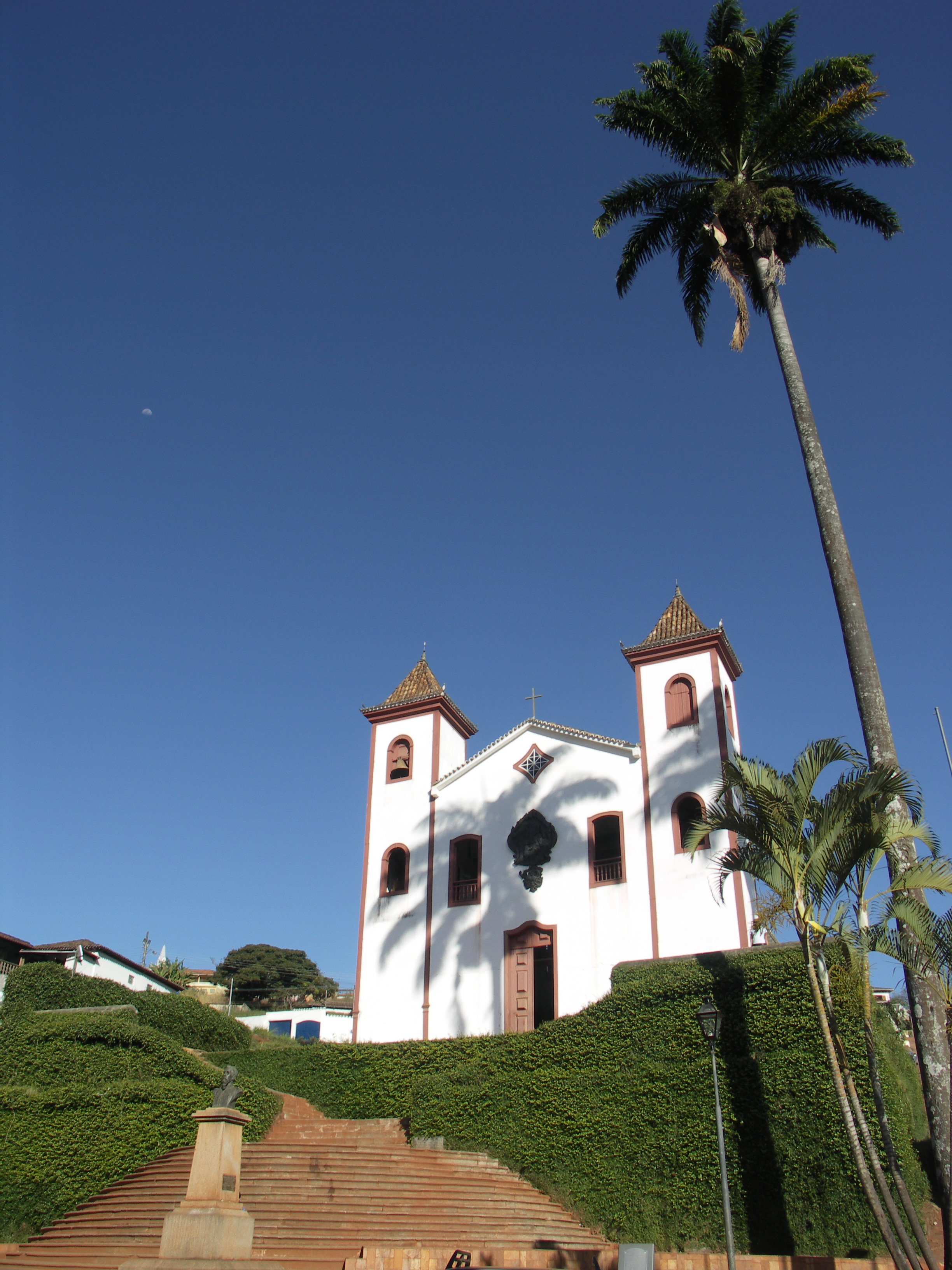
Igreja do Carmo

A vila passa também a difundir cultura e civilização para toda a região. Uma leva de exploradores, artistas, políticos e religiosos passa então a povoar o local, com destaque para nomes como os de Mestre Valentim da Fonseca e Silva e o Maestro Lobo de Mesquita.
As minas foram exploradas exaustivamente durante quase cem anos. No início do século XIX, com a decadência da mineração, somente alguns mineradores, encorajados pelo governo, conseguiam arcar com os altos custos de produção. A grande maioria da população passou a se dedicar à pecuária e à agricultura de subsistência, atividades dificultadas pela localização geográfica da vila.
O empobrecimento das minas interfere na vida econômica e social do lugar. Em 1817, o naturalista francês Auguste de Saint-Hilaire visita Vila do Príncipe e descreve sua situação da seguinte forma: "Vila do Príncipe compreende cerca de 700 casas e uma população de 2500 a 3000 indivíduos. Essa vila está edificada sobre a encosta de um morro alongado; e suas casas dispostas em anfiteatro, os jardins que entre elas se veem, suas igrejas disseminadas formam um conjunto de aspecto muito agradável, visto das elevações próximas." Em outro trecho "…duas estalagens e umas 15 casas de comércio com quase tudo importado da Inglaterra". Ainda segundo seus relatos, a vila não possuía nenhum chafariz e o abastecimento de água era feito por escravos que traziam barris de água do vale. Não havia estabelecimentos de lazer e a diversão ficava a cargo da caça ao veado, prática comum na região. Saint-Hilaire, no entanto, se encanta com a beleza das mulheres, com as igrejas e com as festas religiosas que já eram tradição na antiga vila.
Em 1838 a vila é elevada a cidade, continuando como centro administrativo e jurídico da região. O comércio se desenvolve e pequenas fábricas de ferro são instaladas. Serro continua a ocupar posição de destaque na região e a cidade ganha também em importância política. Vários de seus filhos, como Teófilo Benedito Ottoni, líder da Revolução Liberal de 1842, Cristiano Benedito Ottoni, Simão da Cunha Pereira, João Pinheiro da Silva e Sabino Barroso se destacam politicamente. Na atividade Judiciária, três serranos chegam ao Supremo Tribunal Federal: João Evangelista de Negreiros Saião Lobato (1817-1894), Pedro Lessa (1859-1921) e Edmundo Pereira Lins (1863-1944). Bons casarões são construídos durante todo o século.

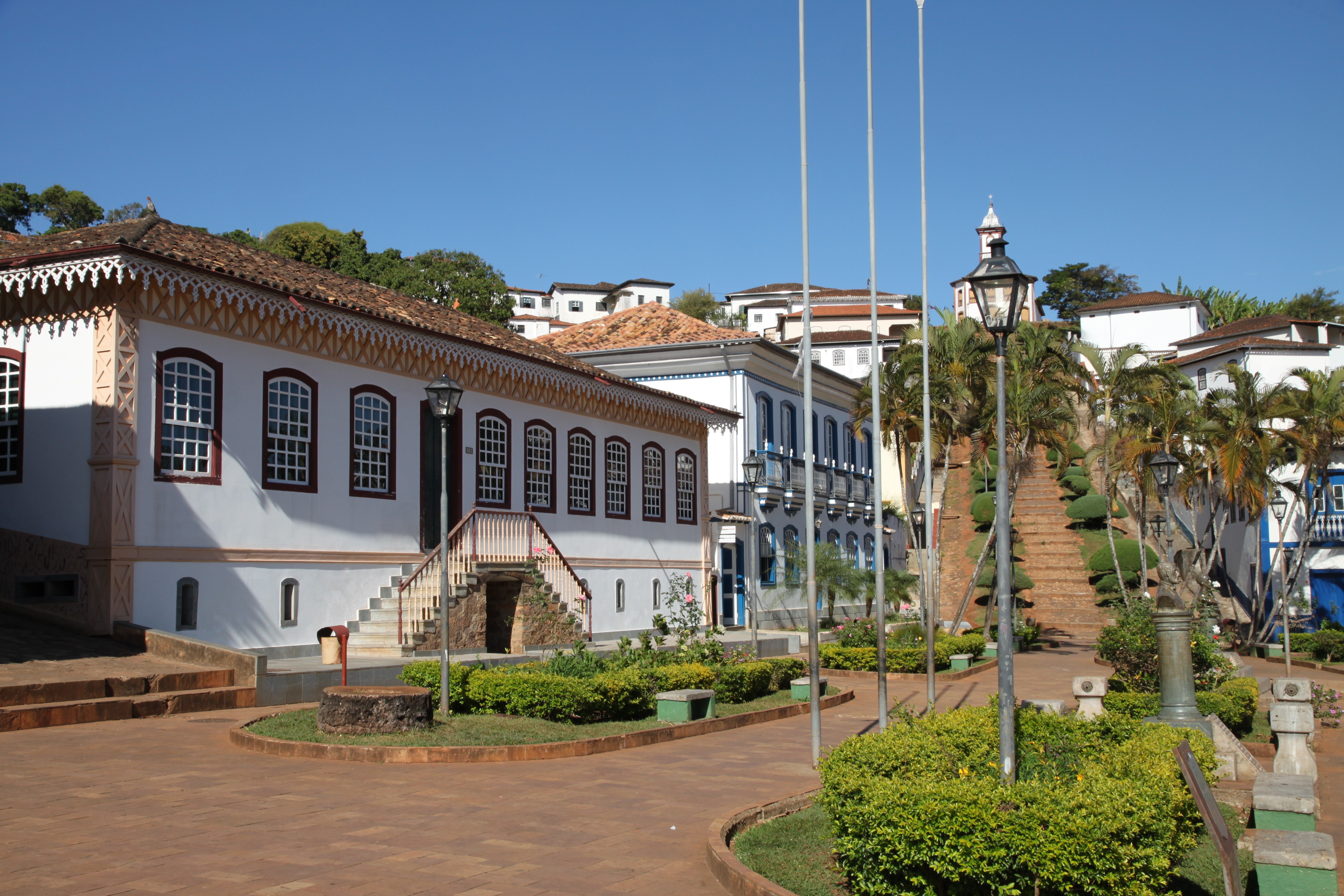
Casa colonial em Serro, MG

Mas a falta de modernização e de novas alternativas econômicas faz com que a cidade perca, pouco a pouco, capacidade para competir, frente às mudanças ocorridas no país. Na época da proclamação da república, o Serro não consegue se incorporar às redes de ferrovias e se isola dos novos padrões de transporte e desenvolvimento. A estagnação toma conta do município.
O isolamento forçado, no entanto, ajudou na conservação do patrimônio histórico de Serro. Em 1938, o seu acervo urbano-paisagístico é tombado pelo IPHAN, Instituto do Patrimônio Histórico e Artístico Nacional, tornando-se a primeira cidade brasileira a receber este registro. Ao longo do século XX, o desenvolvimento se dá através da pecuária leiteira, principal base econômica da cidade - grande parte do leite é usado na fabricação do Queijo do Serro. Mais recentemente, busca-se desenvolver a atividade turística, com ênfase na riqueza paisagística da região e no patrimônio material e imaterial da cultura local.
Entre as referências do Patrimônio Imaterial da Cultura, encontra-se o rico "Processo Artesanal de Produção do Queijo do Serro", reconhecido, em níveis estadual e nacional, por meio de registro, respectivamente, pelo Instituto Estadual do Patrimônio Histórico e Artístico de Minas Gerais, IEPHA-MG, e pelo Instituto do Patrimônio Histórico e Artístico Nacional, IPHAN.

## Projeto de Cidade Inteligente
O município de Serro lançou uma Parceria Público-Privada (PPP) voltada para a implementação de uma Cidade Inteligente, que abrange a modernização completa do parque de iluminação pública, além da instalação, operação e manutenção de uma infraestrutura avançada de telecomunicações. Esse sistema oferece fibra óptica para os prédios da administração pública e disponibiliza pontos de Wi-Fi gratuitos para a população. O projeto foi desenvolvido com o apoio do Instituto de Planejamento e Gestão de Cidades (IPGC).

## Geografia
O município é constituído pelo distrito-sede e pelos distritos de Deputado Augusto Clementino, Milho Verde, Pedro Lessa, São Gonçalo do Rio das Pedras e Três Barras da Estrada Real.

## Turismo

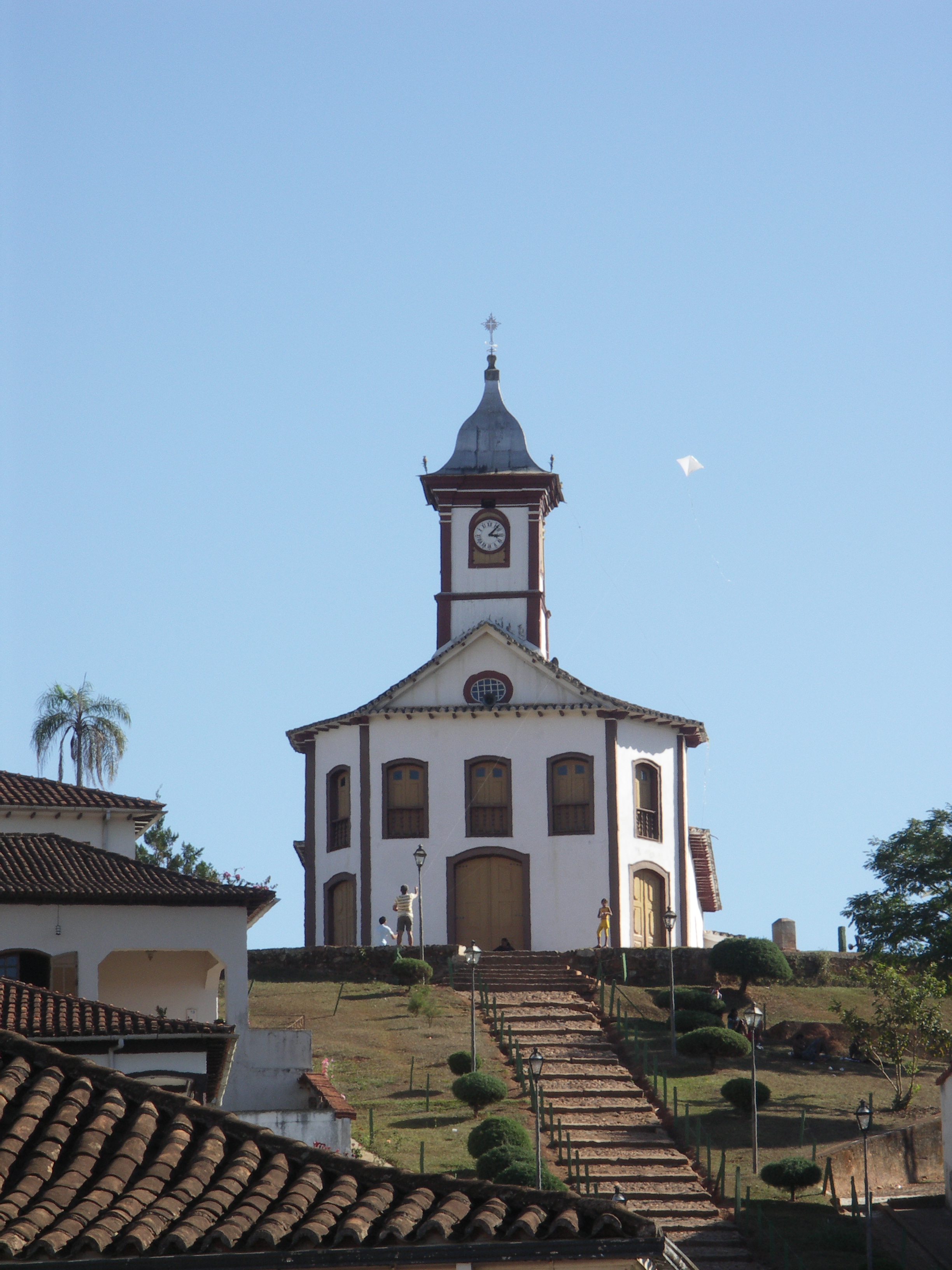
Capela de Santa Rita

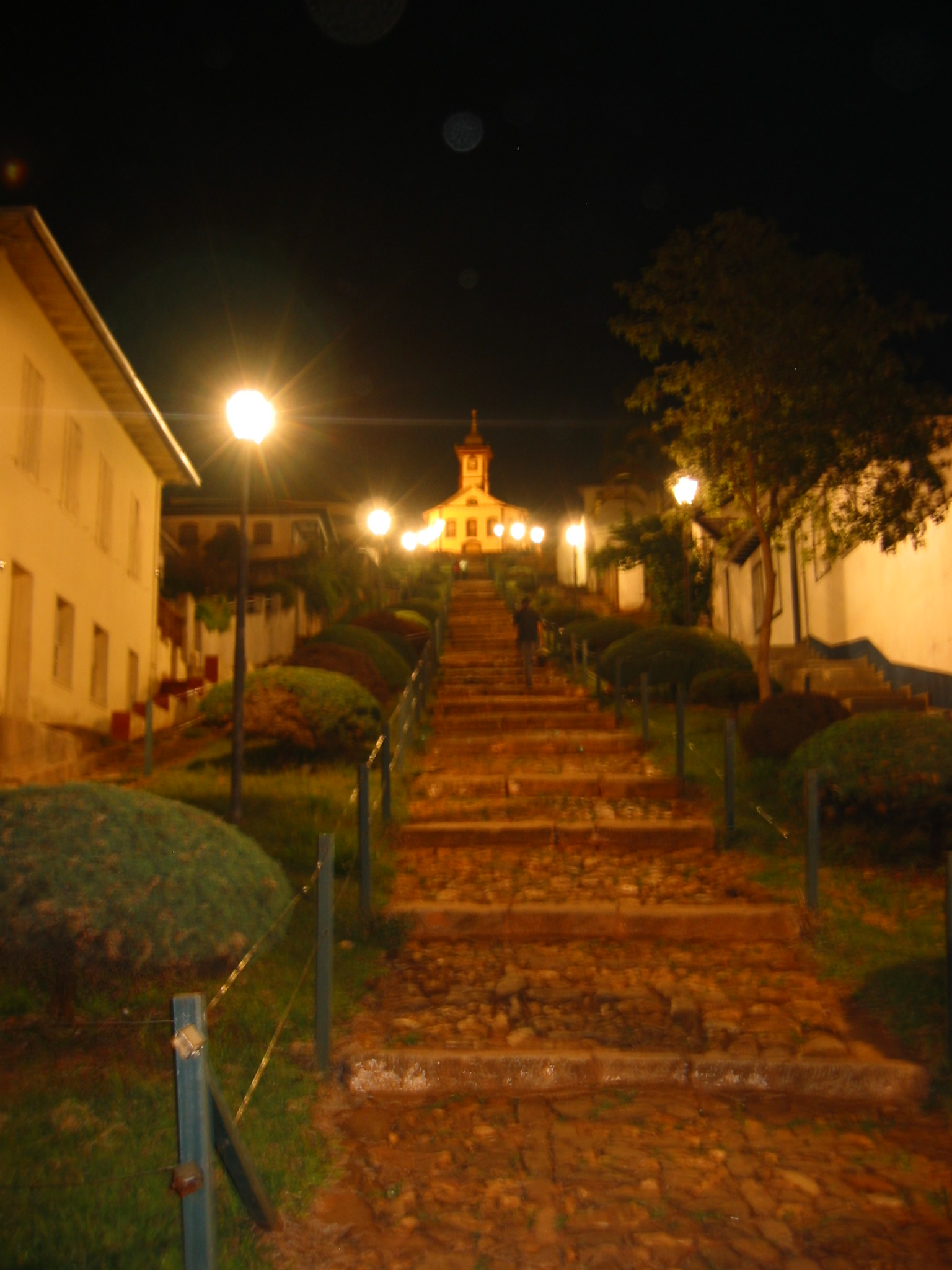
Vista noturna da Capela de Santa Rita

O município integra o circuito turístico dos Diamantes. Além das atrações históricas, como igrejas e casarões, os distritos de Milho Verde e São Gonçalo do Rio das Pedras têm atraído o turismo ecológico. A região é rica em cachoeiras e abriga parte do Parque Estadual do Pico do Itambé, berço de vegetação do cerrado.

### Bens tombados
São bens tombados no município pelo Instituto do Patrimônio Histórico e Artístico Nacional os conjuntos arquitetônicos e urbanísticos do distrito sede e do distrito de São Gonçalo do Rio das Pedras, a igreja matriz de Nossa Senhora da Conceição, padroeira da cidade, a igreja de Nossa Senhora do Carmo, a igreja do Bom Jesus do Matosinhos e a Casa dos Ottoni.
O Instituto Estadual do Patrimônio Histórico e Artístico de Minas Gerais, por sua vez, tombou a igreja matriz de São Gonçalo, a igreja matriz de Nossa Senhora dos Prazeres e o pico do Itambé.

### Pontos turísticos
- Museu Regional Casa dos Ottoni (IPHAN).
- Distrito de Milho Verde, a 25 km do centro.
- Distrito de São Gonçalo do Rio das Pedras, a 30 km do centro.
- Pico do Itambé, a 20 km do centro.
- APA das Águas Vertentes.
- Festa do Cavalo do Serro
- Festa do Queijo (feriado do 7 de setembro).
- Festas religiosas tradicionais (Festa de Nossa Senhora do Rosário, Festa do Divino e outras).
- Inúmeras e belas cachoeiras
- Igreja Nossa Senhora da Conceição
- Igreja Nossa Senhora do Carmo
- Igreja Santa Rita
- Igreja Nossa Senhora do Rosário
- Igreja do Bom Jesus do Matozinho

### Cachoeiras
São mais de 100 quedas, espalhadas por toda a extensão do município, concentrando-se principalmente nos distritos de Milho Verde e São Gonçalo do Rio das Pedras. As mais famosas são a Cachoeira do Moinho, o Lajeado, Cachoeira do Carijó e Cachoeira do Tempo Perdido, localizada no lugarejo de Capivari, aos pés do Pico do Itambé.